# Snow Valley
Das Snow Valley (englisch für Schneetal) ist ein Tal auf der Ross-Insel in der Antarktis. Es liegt am Kopfende der Backdoor Bay.
Das New Zealand Antarctic Place-Names Committee nahm die deskriptive Benennung vor.